# Golok (popolo)

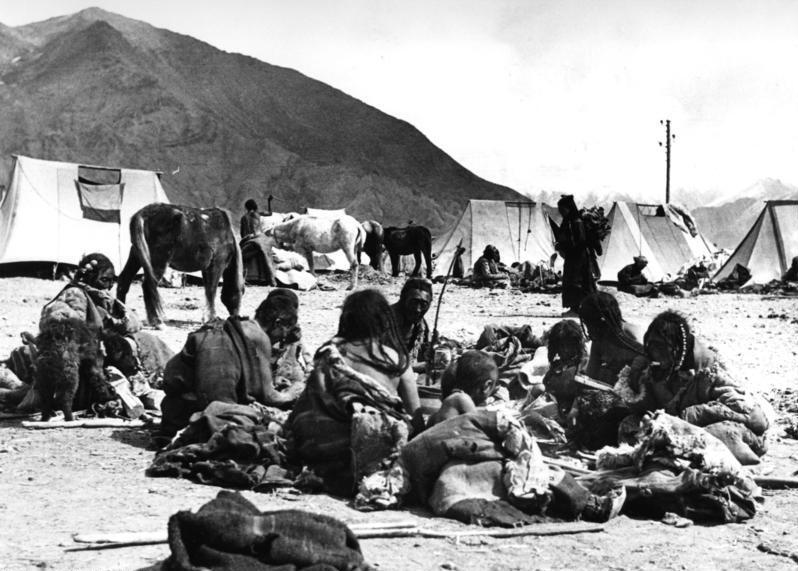
Campo golok (foto della spedizione tedesca in Tibet del 1938–1939

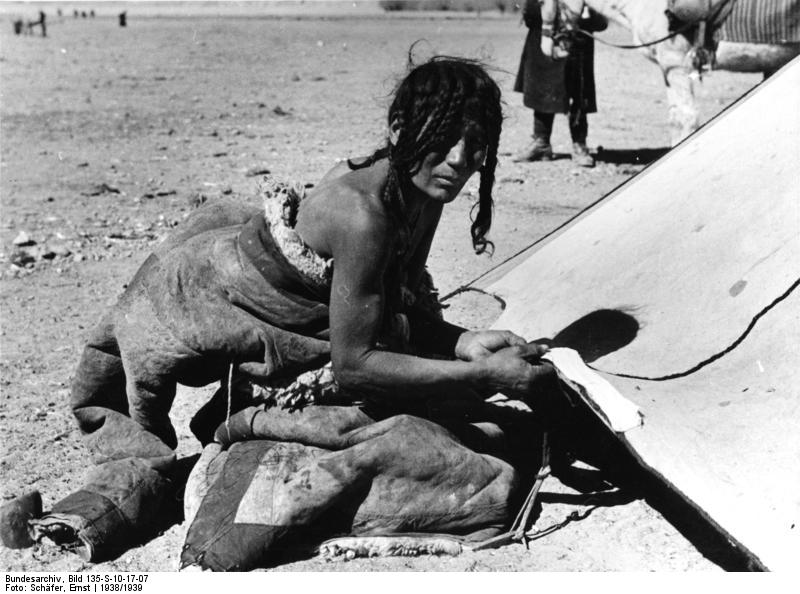
Un nomade golok a Lhasa

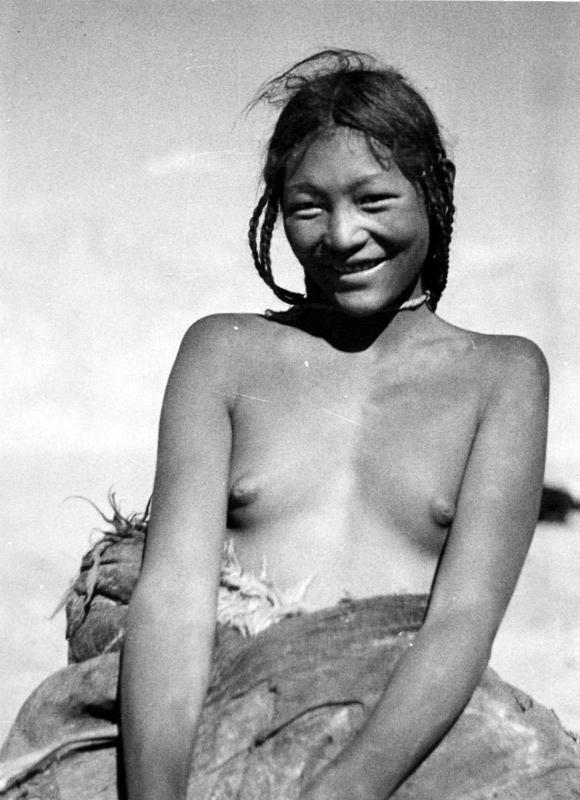
Donna golok, 1938

I popoli golok o ngolok sone dei gruppi etnici di Kham e Amdo nell'oriente del Tibet, I cui territori sono definiti, dai tibetani, smar kog. Si trovano intorno ai tratti superiori del Fiume Giallo (traslitterazione Wylie: dmar chu) e della montagna sacra Amnye Machen (rma rgyal spom ra). Non sono un gruppo omogeneo ma sono composti da popoli di origini geografiche molto diverse tra la regione Kham e Amdo. Il territorio dei golok era terra d'asilo per rifugiati e immigrati provenienti da tutto l'Amdo e Kham e sono una fusione di popoli di origini diverse.
I golok erano famosi sia nel Tibet che in Cina come combattenti feroci. Il nome golok (mgo log, ’go log) a volte viene interpretato come "ribelle", ma significa letteralmente "testa girata". Né il Tibet né la Cina furono in grado di sottometterli a lungo. Le leggende dicono che erano governati da una regina, una dea reincarnata il cui potere veniva tramandato di madre in figlia.
I confini esatti del territorio storico dei golok non corrispondono ai confini della prefettura moderna. Storicamente la regione nota come Golog includeva parti di Sichuan, Contea di Maqu nella Prefettura autonoma tibetana di Gannan nel Gansu, e in altri luoghi nelle tradizionali regioni tibetane di Amdo e Khams.
Nel 1828, quando il grande mistico e poeta amdo dell'inizio del XIX secolo, Shabkar Tsokdruk Rangdrol, stava tornando ad Amdo dal Tibet centrale, la sua carovana, portando salvacondotti del  Dalai e Panchen Lama, fu brutalmente attaccata e saccheggiata dalle tribù golok.
Alcuni mesi dopo Shabkar disse ad un ambano del Qinghai, che era l'amministratore del popolo manciù dello Xining, cosa era successo. L'ambano, ammettendo che le tribù golok erano al di fuori del controllo imperiale, chiese a Shabkar di provare a predicare loro nella speranza che questo potesse domarli in qualche misura.
I cinesi non erano mai stati in grado di controllare i golok, alcuni dei quali dovevano fedeltà al monastero di Labrang, ma molti altri erano completamente indipendenti. Imboscate occasionali uccisero soldati dell'esercito Ninghai, causando la perdita di dispacci e di bestiame come yak. L'armata Hui, con le sue armi moderne, si vendicò in modo draconiano e sterminò un gruppo di golok. Poi convocò le tribù per le trattative, solo per massacrarle. Un missionario cristiano, lodando lo sterminio, dei golok, da parte dell'esercito musulmano come un atto di Dio, scrisse degli eventi del 1921 nel modo seguente: 
Dopo che i tibetani attaccarono l'esercito musulmano Ninghai, nel 1922 e nel 1923, questo ritornò nel 1924 annientando i tibetani e uccidendone un grande numero.